# Zob
Zob (lat. Avena), biljni rod iz porodice pravih trava (Poaceae). Najznačajnija među njima je obična zob (A. sativa) koja se ranije poglavito koristila u prehrani konja, a u novije vrijeme i za ljudsku prehranu.
U Hrvatskoj uz običnu zob (Avena sativa) raste i bradata zob (Avena barbata), štura zob ili divlja zob (Avena fatua), neplodna zob (Avena sterilis), Avena nuda i Avena strigosa.

## Vrste
1. Avena abyssinica Hochst.
2. Avena aemulans Nevski
3. Avena agadiriana B.R.Baum & G.Fedak
4. Avena atlantica B.R.Baum & G.Fedak
5. Avena barbata Pott ex Link
6. Avena brevis Roth
7. Avena byzantina K.Koch
8. Avena canariensis B.R.Baum, Rajhathy & D.R.Sampson
9. Avena chinensis (Fisch. ex Roem. & Schult.) Metzg.
10. Avena clauda Durieu
11. Avena eriantha Durieu
12. Avena fatua L.
13. Avena insularis Ladiz.
14. Avena longiglumis Durieu
15. Avena magna H.C.Murphy & Terrell
16. Avena murphyi Ladiz.
17. Avena nuda L.
18. Avena prostrata Ladiz.
19. Avena sativa L.
20. Avena saxatilis (Lojac.) Rocha Afonso
21. Avena sterilis L.
22. Avena strigosa Schreb.
23. Avena vaviloviana (Malzev) Mordv.
24. Avena ventricosa Balansa
25. Avena volgensis (Vavilov) Nevski